# 周崇熙
周崇熙，台灣國立台灣大學獸醫專業學院教授。
中華民國107年2月21日，周崇熙以台大自主行動聯盟籌備會發言人身份帶領人群聚集教育部門口，抗議政治干預管中閔任校長事件，求見教育部長潘文忠，最後周崇熙與其他三位代表進入教育部，並由教育部主任祕書朱楠賢出面代表接受陳情書。
中華民國107年2月23日，周崇熙續以「大學自主聯盟」名義，在臉書發動募捐，要送匾額諷刺教育部長及人事處長。